# Думитру М. Ион
Думитру М. Ион (рум. Dumitru M. Ion) — румынский поэт, прозаик и переводчик.
Родился 1 января 1948 года в Брэтешть-Арджеш. Окончил лицей в Куртя де Арджеш. Поступает на факультет румынского языка и литературы в Бухарестский университет но покидает его, предпочитая институт театрального искусства «Ион Лука Караджиале». Дебютирует в «Лучафэрул» (Luceafărul) в 1964 году. В первом поэтическом сборнике ощущаются элементы эрметизма и сюрреализма, культ банального и автохтонной мифологии. Отличается высокой экспрессивностью, используя для этого формы барокко и автономизируя литературные образы. Один из самых «балканских» румынских авторов, продолжающий традиции Антона Панна и Иона Барбу. Думитру М. Иону свойственны лишь протокольная инсценировка жизни, шик и фантазия, трагикомичность, смешение смыслов. Один из знатоков и переводчиков грузинской литературы, в частности переводил поэзию Бесики. Автор самых красивых фантастических романов в послевоенной румынской литературе.

## Произведения
- Iadeş (1967)
- Vânătorile (1969) — Охоты
- Farfurii zburătoare (1969) — Детям о летающих тарелках
- Balcanice. Una sută balade (1970)
- Templul otrăvii (1970) — Приключения
- Paştele cailor (1970) — Фантастический роман
- Poeţi de douăzeci de ani. Covor românesc (1972) — Двадцатилетние поэты
- Povestea minunatelor călătorii (1972) — Фантастический роман
- Fals tratat de vânătoare (1973)
- Sir şi elixir (1973)
- Orgolii (1974).
- Culoare şi aromă, Melanholii (1974)
- Imnuri (1974) — Гимны
- Vânătoare de tigri în Sakartvelo (1976).
- Besiki (Bessarion Gabaşvili) (1977) — Перевод и вступительное слово.